# 鄭夏恩
鄭夏恩，MBS（1973年3月5日—2003年6月1日），是SARS疫情在香港爆發後第6名殉職的公營醫院醫護人員。

## 生平
鄭夏恩中學就讀沙田官立中學理科班，於1997年在香港大學醫科畢業，1998年加入香港醫院管理局大埔醫院，任職內科醫生，在普通內科及老人科病房工作，其後再在港大攻讀感染及傳染病學深造文憑。
2003年自願加入抗炎隊伍，調往雅麗氏何妙齡那打素醫院，4月中在病房工作期間受隱形SARS病人感染，於4月21日病發，4月28日病情惡化後轉送深切治療部，在留醫一個多月後，於同年6月1日晚上11時15分病逝，逝世前經已昏迷，未有留下遺言，終年30歲，為殉職醫護中最年輕一員。6月22日以香港特區最高榮譽舉殯，儀式以佛教形式進行，遺體移送和合石浩園安葬。
鄭夏恩最深愛紫色，喜看哲學書籍及偵探小說，熱愛足球，好捧意大利隊和「王子」托迪，也是碧咸迷，有收集球衣的嗜好，也熱愛搖滾音樂及跑車，在車上放有一群鴨公仔，生前笑說鴨仔是自己的子女。
2003年6月30日鄭夏恩獲香港特區政府追授銀英勇勳章。2004年11月8日香港死因裁判法庭裁定在2003年爆發SARS期間殉職的6名醫護人員是「自然死亡」。

## 悼念
- 香港行政長官董建華：『悉心醫治病人，表現出高度專業、無私奉獻的精神。』
- 衛生福利及食物局局長楊永強：『這位專心致志的醫生為服務病人而犧牲，使我非常難過。』
- 香港大學醫學院院長林兆鑫：『點解上天咁唔公道，一個咁好女仔，咁快召佢返去天堂？』（为什么上天这么不公平，一个这么好的女孩，要这么早召她回去天堂？)，以鄭夏恩的名字致輓：『夏荷初綻，芳華遽被雨打風吹去；恩典常在，冷香凝處長留故人情。』
- 《鄭夏恩醫生紀念集》大埔醫院同事的祭文：『你這一顆杏林星從天上墜下，不留痕跡，卻在全港市民心中，永遠閃爍。』
- 大埔醫院內科及老人科護士梁雁琪：『她夢見自己在病房內搬大笨象及鱷魚，直至氣喘無力，才停下來。』

## 影響
- 鄭夏恩生前就讀的沙田官立中學成立「鄭夏恩獎學金」，以鼓勵該校學生以鄭夏恩為榜樣，在努力尋求知識之餘，也要本著善良而仁愛的服務社會良心，積極進取[4]。
- 恒生銀行捐出港幣15萬元成立「恒生銀行―鄭夏恩醫生紀念獎學金」，自2003年於五年內頒發予10位香港大學醫學院學生，以表揚他們在學業上取得優異的成績[5]。